# L'Arroseur
L'Arroseur (Vattning) är en fransk stumkortfilm från 1896, regisserad och producerad av Georges Méliès.

## Om filmen
En film med samma tema som L'Arroseur arrosè (1894) av bröderna Lumière. En trädgårdsmästare sprutar sin trädgård med en slang. En busig pojke står på ett slangen. Trädgårdsmästaren ser in i trädgårdsslangen varpå pojken avlägsnar sin fot. Filmen har i dag gått förlorad.